# PAN Interactive
PAN Interactive var en svensk förläggare och distributör av datorspel. Verksamheten stammade ur Rabén & Sjögrens och Norstedts förlags utgivning av CD-ROM-produkter, som slogs ihop 1998 och bröts ut som ett eget företag 1999. År 2001 uppgick verksamheten i Pan Vision.

## Historik
År 1995 bildade CD-ROM-företaget Levande Böcker ett gemensamt bolag med KF-ägda bokförlaget Rabén & Sjögren för utgivande av nytt svenskt material. Den första produkten från detta samarbete, Krakel Spektakels ABC, kom under hösten 1995.
I början av 1996 bildades Rabén Multimedia som Rabén & Sjögrens multimedieavdelning. I huvudsak satsade Rabén Multimedia på egenproducerade svenska titlar.
Under 1997 köptes Norstedts förlag av Kooperativa förbundet och lades under KF Media. Även Norstedt hade satsat på CD-ROM-tekniken. De gav bland annat ut svenska bearbetningar av Dorling Kindersleys produkter. Man sålde även bra av uppslagsverket Focus. Norstedt hade multimedieprodukterna närmare den ordinarie bokutgivningen medan Rabén Multimedia var en egen avdelning.
Vid början av år 1998 slogs Rabén Multimedia ihop med Norstedts förlags multimediaavdelning för att bilda Norstedts Rabén Multimedia. Rabén Multimedias vd Henrik Eklund blev vd för den sammanslagna verksamheten. 
Runt 1990-talets mitt hade flera av de svenska bokförlagen investerat i CD-ROM och multimedia, men dessa satsningar drogs ner efter några år. När Norstedts Rabén Multimedia bildades var de i princip det enda bokförlaget att fortfarande satsa på egna CD-ROM-produkter. Företagets produkter distribuerades av IQ Media fram till våren 1999.
I juni 1999 bröts Norstedts Rabén Multimedia ur Norstedts förlagsgrupp och blev ett eget bolag under KF Media med namnet PAN Interactive Publishing. Detta skedde efter att man fått världsrättigheterna till ett datorspel för Liftarens guide till galaxen. Namnet PAN kom från förkortningen "P. A. Norstedt" och hade tidigare använts för pocketböcker utgivna av Norstedt.
I augusti 2000 meddelades det att Pan Interactive skulle slås ihop med IQ Media som då ägdes av Enlight Interactive (företaget bakom Levande Böcker). Det sammanslagna bolaget ägdes till 78 procent av Enlight och 22 procent av KF. Det sammanslagna namnet rapporterades initialt bli IQ Pan Interactive, med kortades senare till Pan Interactive.
Den 15 maj 2001 meddelades det dock att KF skulle ta över resten av Pan Interactive och hela ägandet i Levander Böcker. Under hösten 2001 köpte KF även Vision Park och företagen slog senare ihop för att bilda Pan Vision.

## Spel utgivna av Pan Interactive
- Arvet från Rosemond hill (2000)[13]
- Tävlingar på Rosemond Hill (2001)[14]
- Diamantmysteriet i Rosemond Valley (2001)[15]
- Rock Manager (2001)
- Drömjobbet i Rosemond Valley (2002)[16]